# Archidium amplexicaule
Archidium amplexicaule är en bladmossart som beskrevs av C. Müller 1882. Archidium amplexicaule ingår i släktet Archidium och familjen Archidiaceae. Inga underarter finns listade i Catalogue of Life.